# مطلوب رجال (مسلسل)
مطلوب رجال  هو مسلسل اجتماعي درامي عن قصص من الحياة كما تراها عين المرأة العربية المعاصرة تدور أحداثه في دبي حول مجموعة نساء من مختلف الدول العربية مثل مريم الكويتية وسهاد العراقية وآية السورية ونادين الأردنية وداليدا اللبنانية وزهرة السورية وكذلك كل من نايلة وربى ولينا من سوريا يلتقين في صالون تجميل في دبي ولكل عاملة وزبونة في الصالون قصتها الخاصة. هالة هي صاحبة المركز وتعاني من خيانة زوجها وتمرد ابنتها زين التي تتزوج من أستاذها بالجامعة الذي يكبرها بعشرات السنين. وفي نهاية الأمر وبعد أحداث مشوقة تقرر هالة السفر إلى مصر للاسترخاء والتفكير في المستقبل الذي ينتظرها. المسلسل مقتبس من مسلسل فنزويلي أخذت مجموعة إم بي سي حقوق تقديمه بنسخته العربية.

## القصة
المحور الأساسي في العمل هو مركز تجميل تعمل فيه مجموعة من النساء، وتملكه هالة (جومانا مراد)، وزوجها خالد (سامح الصريطي)، ويناقش المسلسل مشهد خيانة في هذه العائلة المصرية المستقرة وهي خيانة الزوج مع سكرتيرته في العمل، فتصبح هذه المشكلة الرئيسية التي يتفرع عنها مشكلات كثيرة، وتتحول المشكلة إلى صراع أكبر بين رؤوس أموال، يجاورها جرائم قتل، وكل ذلك في إطار من التشويق والحب والجمال.

## الممثلون
| الشخصية   | الممثل       | معلومات                                          |
| --------- | ------------ | ------------------------------------------------ |
| هالة      | جومانا مراد  | صاحبة الصالون النسائي، مصرية                     |
| خالد      | سامح الصريطي | زوج هالة ورجل أعمال مصري مقيم في دبي             |
| زين       | فاطمة عادل   | ابنة هالة وخالد، طالبة جامعية                    |
| شادي      | رامز أمير    | ابن هالة وخالد، طالب جامعي                       |
| نادين     | كندة علوش    | أردنية تعمل في الصالون الذي تملكه هالة           |
| فراس      | وائل نجم     | أخو نادين، مصور حربي وصحفي                       |
| ديانا     | فاتنة ليلى   | صديقة زين وحبيبة شادي                            |
| لورا      | نادين نجيم   | لبنانية، سكرتيرة خالد التي يتزوجها سراً على زوجته |
| خالة لورا | نجوى علوان   |                                                  |
| آية       | صفاء سلطان   | صديقة نادين وتعمل في صالون هالة                  |
| داليدا    | رنا جمول     | تعمل في الصالون الذي تمتلكه هالة، سورية          |

## وصلات خارجية
- جمانا مراد : مطلوب رجال كسب الرهان